# Dolar din Insulele Solomon
Dolarul din Insulele Solomon (dolar solomonian; cod ISO 4217: SBD) este valuta monetară din Insulele Solomon. Un dolar este împărțit în 100 cenți. Simbolul este „$” sau „SI$”.